# گورنگی آدروواتس
گورنگی آدروواتس (به صربی: Gornji Adrovac) یک منطقهٔ مسکونی در صربستان است که در الکسیناتس واقع شده‌است. گورنگی آدروواتس ۱۳۴ نفر جمعیت دارد.